# L'Âge de cristal (série télévisée)
Pour les articles homonymes, voir L'Âge de cristal (homonymie).
L'Âge de cristal (titre original en anglais : Logan's Run) est une série télévisée américaine en un pilote de 70 minutes et 13 épisodes de 47 minutes, créée par William F. Nolan et George Clayton Johnson d'après leur roman du même nom et diffusée entre le 16 septembre 1977 et le 6 février 1978 sur le réseau CBS.
En France, la série a été diffusée du 17 septembre au 17 décembre 1978 sur Antenne 2. Elle a notamment été rediffusée en 1982. Rediffusion du pilote le 12 septembre 1987 sur La Cinq.
Rediffusion en novembre 1990  dans l'émission La Une est à vous sur TF1.
Puis sur TMC.

## Synopsis
Au XXIIIe siècle, en l’an 2218 (dans la version française, en 2319 dans la version originale), deux cents ans après qu’un holocauste nucléaire a dévasté le monde, ce qu’il reste de la population a été confiné dans une Cité hermétique fermée par un dôme et isolé du monde extérieur.
Pour les habitants de la Cité des Dômes, la vie est une succession de plaisirs et joies sans fin où chacun consacre sa vie au plaisir de drogues et du sexe dans toutes ses variations. Tous les besoins vitaux sont fournis par des automatismes et des robots. 
Comme la population ne cesse de croître, le Conseil des Anciens de la Cité des Dômes a mis en place un système de régulation : personne ne peut vivre au-delà de son 30e anniversaire, au cours duquel chacun doit tendre vers la renaissance par le mystique rituel flamboyant du Carrousel.
Aussi, depuis de longues années, un cristal de vie a été implanté dans la paume de chaque enfant naissant dans la cité des Dômes. Ce minéral est une extension de l'ordinateur central appelé le Penseur et qui régit les phases de vie des humains. Au fil des ans, le cristal vire du jaune au bleu, puis au rouge. Lorsqu'il vibre de façon plus intense, le jour du Carrousel est venu. Les personnes doivent alors se présenter pour le rituel de la cérémonie. Si elles ne le font pas, le cristal devient noir et l'humain désobéissant est recherché, traqué et conduit de force à cette cérémonie.
Mais il existe au sein de la Cité des Dômes des dissidents qui s'interrogent sur la vérité de cette résurrection, persuadés à juste titre que le Carrousel ne conduit qu'à la mort. Ces dissidents, tentent d'échapper au Carrousel, devenant des fugitifs pourchassés par les limiers, une police spéciale chargée d'abattre les rebelles.
Logan 23 fait partie de cette police, mais contrairement à son collègue et meilleur ami, Francis 14, il s'interroge sur ce système et le Carrousel.
Durant une traque de fugitifs, Logan 23 rencontre Jessica 6 qui appartient à une organisation secrète aidant les fugitifs. Elle lui apprend que dans la Cité des Dômes tout n'est que mensonge et qu'il est possible de vivre à l'extérieur dans un lieu appelé « le Sanctuaire », à l'écart de leur univers dogmatique, un havre de paix où hommes et femmes peuvent terminer librement leur vie en toute quiétude bien au-delà de l'âge de 30 ans.
Convaincu par les aveux apportés, Logan 23 s'enfuit avec Jessica, trahissant ainsi la confiance de son coéquipier Francis 14. Après avoir fait la rencontre de l'androïde Rem, ils explorent ensemble le monde extérieur, en quête du sanctuaire, tout en devant perpétuellement déjouer la traque de Francis 14 et de ses limiers censés capturer les fugitifs pour les ramener à la Cité des Dômes, où  Logan 23 doit être reprogrammé et Jessica 6 sacrifiée lors d’une cérémonie du Carrousel.

## Distribution
- Gregory Harrison (V. F. : Pierre Arditi) : Logan 23 (Logan 5 dans la version originale)
- Heather Menzies (V. F. : Francine Lainé) : Jessica 6
- Donald Moffat (V. F. : René Bériard) : Rem
- Randy Powell (V. F. : Michel Paulin) : Francis 14 (Francis 7 dans la version originale)

## Fiche technique
- Société de production : MGM Television Entertainment
- Distributeur : Warner Bros. Television
- Producteurs : Ivan Goff et Ben Roberts.
- Producteur exécutif : Leonard Katzman.
- Principaux scénaristes : (d'après le roman de William F. Nolan et George Clayton Johnson) Harlan Ellison, D.C. Fontana, Leonard Katzman, John Meredyth Lucas], William F. Nolan et Shimon Wincelberg.
- Principaux réalisateurs : Michael Caffey, Nicholas Colasanto, Robert Day, Curtis Harrington, Paul Krasny, Gerald Mayer, Irving J. Moore, Michael O'Herlihy, Michael Preece, Alexander Singer et Steven Hilliard Stern.
- Directeur artistique : Mort Rabinowitz.
- Costumes : Bill Thomas.
- Montage : Henry Berman et Herbert H. Dow.
- Véhicules : Dean Jeffries.
- Musique : Bruce Broughton, Jerrold Immel et Laurence Rosenthal.

## Épisodes
1. L'Âge de cristal (Logan's Run)
2. Les Collecteurs (The Collectors)
3. Un étrange chasseur (Capture)
4. La Fille du temps (The Innocent)
5. L'Homme venu d'ailleurs (Man Out of Time)
6. Le Bien et le Mal (Half Life)
7. La Crypte (The Crypt)
8. La Loi de la peur (Fear Factor)
9. Opération Judas (Judas Goat)
10. Rêves mortels (Futurepast)
11. Le Carrousel (Carousel)
12. Ombres dans la nuit (Night Visitors)
13. La Ville des sables (Turnabout)
14. Installation interstellaire (Stargate)

## Anecdotes
- Dans le film et la série, les habitants de la Cité des Dômes meurent à 30 ans, lors de la cérémonie du Carrousel, alors qu'ils ont seulement 21 ans dans le livre.
- Logan 5 en VO devient Logan 23 en VF, tandis que Francis 7 devient Francis 14. Les Sandmen deviennent « Les Limiers »[4].
- L'androïde Rem devait à l'origine s'appeler « Omo » (pour Operational Machine Organism). Le nom est changé parce qu’Omo est déjà une marque de lessive en Europe : ainsi l’androïde devient-il Rem (pour Rapid Eye Movement, qui représente le temps nécessaire à Rem pour se reposer ; ou plutôt selon ce qu'il dit dans l'épisode "L'Homme qui venait d'ailleurs", Reclective Entite Mobile, ce qui parait plus logique ).
- Il faut attendre l'épisode 11 (Carrousel) pour voir Logan 23 enfin embrasser Jessica 6. Mais ce baiser est « officieux » car le limier qui a perdu la mémoire ne la reconnaît pas. Il faut attendre l'épisode suivant (Des Ombres dans la nuit) pour qu'enfin Logan 23 déclare sa flamme à Jessica 6 et lui donne un vrai baiser. À partir de là, les deux héros n’ont de cesse d’avoir des familiarités assumées, comme une petite tape administrée par Logan 23 sur les fesses d'une Jessica 6 complice  quand celle-ci monte dans l’aéroglisseur dans le dernier épisode (Installation interstellaire).
- Pour ce qui concerne sa tenue, et contrairement au film où la Jessica 6 ne porte qu'une petite robe vert pomme, cette Jessica 6 portera pratiquement la même tenue courte et rose durant chaque épisode, excepté lors des épisodes 2 (Les collecteurs) où elle sera habillée en petite robe bleue dans le faux sanctuaire telle qu'elle en portait une, selon elle, dans la cité des dômes, et pendant son cauchemar (Rêves mortels). Dans l'épisode 11 (Carrousel), elle change également de tenue afin de se présenter à Logan 23 qui a perdu la mémoire. Et lors de l'épisode 12 (Des Ombres dans la nuit), elle porte une longue chemise de nuit blanche et un peignoir bleu.
- De même, au sujet de sa coiffure, il n’y a que dans l’épisode 11 (Carrousel) où Jessica 6 porte un chignon. Le reste de la série, ses cheveux longs et blonds tomberont sur ses épaules sous la forme d’une chevelure abondante et envoûtante façon Farrah Fawcett qui a lancé une mode avec sa chevelure mythique et qui avait d'ailleurs un rôle mineur dans le film de 1976.
- Saul David (qui produisit Logan's Run 1976, avec en vedette Michaël York dans le rôle de Logan, Jenny Agutter dans le rôle de Jessica et Richard Jordan dans le rôle de Francis) pensait dès le départ à une trilogie qui adapterait, un à un, les livres de William F. Nolan (en effet, Nolan avait déjà écrit deux livres et écrivait à l'époque Logan's Search, le troisième livre de la série Logan's Run, qui sortit en 1980). Alors que William F. Nolan et Saul David commencèrent à plancher sur le scénario du second film en 1977, CBS décida de racheter les droits de diffusion de Logan's Run pour 9 millions de dollars à la MGM[4].
- Au départ, il était prévu que William F. Nolan et Saul David écrivent et réalisent le pilote de la série télévisée ainsi que quelques épisodes. Mais très vite CBS se brouilla avec Nolan et Saul David (notamment sur la liberté d'écriture des scénarios et le choix des acteurs) et ils quittèrent rapidement le projet[4].
- Ivan Goff et Ben Roberts, qui ne connaissaient rien à la science-fiction, sont les producteurs de la série (ce sont les créateurs de la série Drôles de dames). Peu de temps après, ils furent rejoints par Leonard Katzman (producteur de la série Dallas). Ils feront appel à divers scénaristes de séries de science-fiction connus de l'époque comme D. C. Fontana[4].
- La première chose que font Goff et Roberts à leur arrivée est de réécrire totalement le pilote fait par Nolan et Saul David (en ajoutant par exemple le « Conseil des Anciens ») et de porter sa durée de 60 à 90 minutes. Ce sera la marque de fabrique de ces deux producteurs qui feront réécrire systématiquement tous les scénarios, avec une idée de base très simple : Logan 23 et ses amis arrivent dans un endroit où il y a des ennuis, ils les résolvent et repartent pour d'autres aventures et visitant différents lieux (car Goff et Roberts pensaient que si cela avait marché pour la série Le Fugitif, ça marcherait pour L'Âge de cristal)[4].
- Les trois derniers épisodes de la série non diffusés à l'origine par CBS seront tout d'abord diffusés sur les chaînes européennes puis sur les chaînes câblées américaines[5].
- L'écriture d'un 15e épisode intitulé The Thunder Gods et signé William F. Nolan et Dennis Etchison a été achevée mais le tournage n'a jamais commencé. Trois autres épisodes initialement prévus ne furent jamais produits, faute d'audience suffisante en regard du budget de la série[4].
- La série changeait régulièrement d'horaire de diffusion et n'était pas mise en valeur, elle n'a même pas eu droit à une campagne de promotion avant sa diffusion[5].
- Les véhicules de la série ont été réalisés par Dean Jeffries Automotive Styling. Après la série, ils furent modifiés et réutilisés dans d'autres films ou séries. Un des véhicules des limiers fut transformé en Mercedes 2001 SEL dans La Folle Histoire de l'espace de Mel Brooks, le même véhicule peut être aperçu dans un épisode de SeaQuest[5].
- Contrairement au film, on ne voit jamais le cristal de vie des habitants de la Cité des Dômes sur la paume de leurs mains, contredisant le titre français de la série[5].
- Pour les diffusions françaises, ce fut Antenne 2 qui assura la diffusion de la série, le dimanche après-midi à partir du 17 septembre 1978. L'Âge de cristal fut ensuite rediffusée plusieurs fois sur la chaîne durant les vacances d'été. Les chaînes satellites et câblées prirent ensuite le relais : Série Club, Game One en 2002 puis Ciné FX en septembre 2003, voire TMC.
- On fait si peu cas de la série télévisée aux États-Unis qu'elle n'est jamais sortie sur quelque support vidéo que ce soit (Vidéo, LaserDisc ou DVD)[4] avant avril 2012 où elle est sortie en version complète en DVD. Chaque épisode de cette édition provient de sources diverses, et ils sont donc de qualité inégale.
- On peut noter une relation entre L'Âge de cristal et Star Trek. En effet, dans la première série de Star Trek, on trouve comme scénariste George Clayton Johnson le coauteur du premier livre de L'Âge de cristal. Puis, dans la série télévisée de L'Âge de cristal, on trouve parmi les scénaristes : DC Fontana qui a écrit beaucoup de scénarios de Star-Trek Classic, tout comme The Collectors qui fut dirigé par l'un des meilleurs Directors de la série Star Trek: Deep Space Nine et Star Trek: Voyager : Alexander Singer[4].
- Par ailleurs, le 14e et dernier épisode s'intitule Stargate en anglais ce qui rappelle le film et la série télévisée Stargate SG-1, avec un instrument de téléportation interplanétaire.
- On pourrait croire que les scénaristes de la série ont quelques problèmes avec les dates. La série se passe en 2218, 200 ans après l'holocauste atomique. Or, lors de l'épisode 5 L'Homme venu d'ailleurs, le voyageur dans le temps arrive depuis l'année 2118 qu'ils situent juste avant ce cataclysme nucléaire. Or, ils auraient dû situer son époque de départ en 2018 et non 2118. Autre erreur, lors de l'épisode 11 (Carrousel), où interrogé, par Francis 14, Logan 23 dit qu'il est en 2318 et non 2218. Ceci est en fait dû à une mauvaise traduction dans la version française, en version originale au début de l'épisode le narrateur donne bien la date 2319.
- Le film se situe en 2274 quand la série se passe en 2319 (cf. la voix off en version anglaise et le dialogue entre Francis et Logan dans l'épisode Carousel).
- On pourrait croire que le 14ème et dernier épisode serait l'épilogue de cette quête du Sanctuaire. Il n'en est rien. Il n'y a eu ni suite, ni fin de cette série.

## Commentaires
Cette série a vu le jour grâce au succès (deux nominations aux Oscars en 1977) du film du même nom tourné par Michael Anderson.

### Articles et essais
-L'âge de cristal ; du livre à l'écran, revue Arrêt sur séries n° 37, 2010
-L'âge de cristal ; guide pour une dystopie, Max Philippe Morel, lulu.com, 2018